# Поезија Огдена Неша
„Поезија Огдена Неша” је југословенски кратки ТВ филм из 1970. године. Режирао га је Здравко Шотра а сценарио су написали Драгослав Андрић и Слободан Новаковић по делу  Огдена Неша.

## Улоге
| Глумац                 | Улога |
| ---------------------- | ----- |
| Миодраг Петровић Чкаља |       |
| Зоран Радмиловић       |       |
| Јелисавета Сека Саблић |       |